# Eois decursaria
Eois decursaria là một loài bướm đêm trong họ Geometridae.